# Världscancerdagen

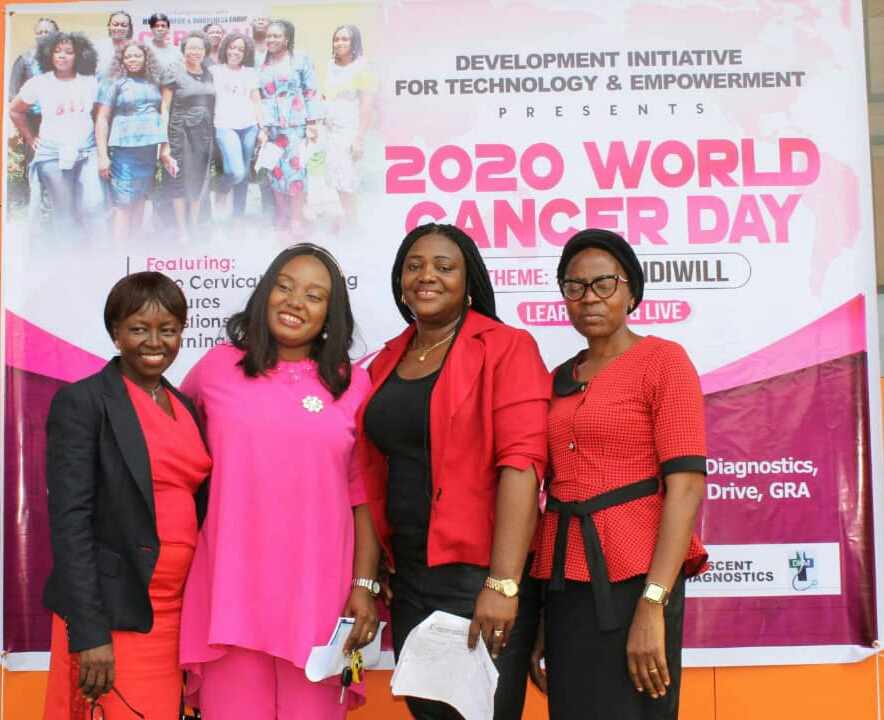
Världscancerdagen 2020 i Nigeria.

Världscancerdagen är en av Förenta nationernas internationella dagar. Den  instiftades år 2000 vid en konferens i Paris på initiativ av Internationella unionen mot cancer (UICC) och uppmärksammas den 4 februari varje år.
Dagen skall öka medvetenheten om cancer i hela världen genom kampanjer med olika teman varje år. Cancer är den vanligaste dödsorsaken i världen, men 40 procent av cancerfallen kan förebyggas. Eftersom mer än 70 procent av dödsfallen i cancer sker i världens minst utvecklade länder har verksamheten i dessa länder ökat.

## Teman[3]
| År          | Tema                                                                      |
| ----------- | ------------------------------------------------------------------------- |
| 2022 - 2024 | Slut vårdgapet (Close the Care Gap)                                       |
| 2019 - 2021 | Jag finns och jag vill (I Am and I Will)                                  |
| 2016 - 2018 | Vi kan. Jag kan. (We can. I can.)                                         |
| 2015        | Inte efter oss (Not Beyond Us)                                            |
| 2014        | Avslöj myterna (Debunk the Myths)                                         |
| 2013        | Myter om cancer - skaffa fakta (Cancer Myths - Get the Facts)             |
| 2012        | Låt oss göra något tillsammans (Together let's do something)              |
| 2010 - 2011 | Cancer kan förebyggas (Cancer can be prevented)                           |
| 2009        | Jag älskar min friska aktiva barndom (I love my healthy active childhood) |
| 2008        | Jag älskar min rökfria barndom (I love my smoke-free childhood)           |